# Lifeless Planet
Lifeless Planet est un jeu vidéo de plateforme/puzzle développé par l'entreprise américaine Stage 2 Studios et édité par Serenity Forge. Le jeu est sorti le 6 juin 2014 sur Microsoft Windows et le 23 juin 2014 sur OS X. Le jeu a également été porté sur Xbox One le 13 mai 2015, Linux le 25 mars 2016 et PlayStation 4 le 19 juillet 2016. Le développement de Lifeless Planet a débuté en 2011 et est principalement l'œuvre du développeur David Board.

## Trame
Le jeu suit l'aventure d'un astronaute, en route pour une planète lointaine pour une mission de non-retour dans un voyage de plusieurs dizaines d'années en stase. L'objectif de la mission est d'explorer une planète qui a été repérée comme contenant de la vie.
À la suite d'un problème lors de l'atterrissage, le protagoniste se retrouve seul sur cette planète qui semble désolé et invivable. Il se met en route pour retrouver ses compagnons, et découvre de nombreuses installations soviétiques. Il n'y a pas âme qui vive. Il découvre ses compagnons un par un, mais ces derniers semblent avoir été tués par une force mystérieuse, peut-être la planète elle-même.
Parmi les installations se trouve un laboratoire souterrain qui a vraisemblablement servi à une expérience dont l'hôte s'est échappé. L'astronaute suit ses traces. Il aperçoit une silhouette près d'un grand complexe, qui s'enfuit sur des lignes électriques. Il va alors poursuivre la silhouette grâce à une étrange trace verte fluorescente qu'elle laisse derrière elle.
Pendant un long moment, l'astronaute suit les traces, passant par de nombreuses installations soviétiques, une centrale électrique, un barrage, un grenier à provisions. Ces dernières sont construites autour d'étranges structures aliens, qui de produisent de l'électricité.
La silhouette fait des apparitions plus précises et s'avère être une jeune femme aux yeux verts. Elle parait bien connaitre les pièges de la planète, et permet à l'astronaute de les éviter en restant dans ses pas. La nuit finit par tomber, mais le voyage continue à la lueur de la lampe. Au matin il atteint une forêt morte, puis passe un col rempli de glace pour finalement atteindre une gigantesque structure alien.
Il s'agit d'un portail de pierre noir dont il ne reste plus que la base. Il a été enfermé dans un grand hangar par les Soviets. Sur place, le protagoniste apprend que ce portail est celui qui leur a permis de venir de la Terre jusqu'ici. Mais leur arrivée a profondément affecté la planète, qui s'est mise à dépérir. Les portails tirant leur énergie de la planète, ils se mirent à fluctuer, jusqu'à tuer un groupe de colons lors d'un transfert, ce qui a mené à son cloisonnement.
Il n'y a ici aucun espoir de départ, mais l'astronaute apprend également qu'un second portail menant vers la planète des aliens ayant construit les portails existe. Il poursuit sa route. La femme aux yeux verts veille sur lui, lui donnant des indications en russe de temps en temps. L'atmosphère change à l'approche de sources chaudes, et il finit par arriver dans une zone volcanique. Il y trouve la femme, mal en point, qu'il sauve. Ils arrivent dans un immense cratère.
Le protagoniste apprend alors que la femme s'appelle Aelita, et qu'elle a été le résultat d'une expérience soviétique de la dernière chance pour sauver la planète, qui ont croisé ses gènes avec celle des entités végétales de la planète. Les deux protagonistes avancent alors au travers de structures aliens formant une route, l'astronaute ouvrant la voie pour Aelita.
Un dernier message des Soviets lui apprend que le temps passe plus lentement ici que sur Terre, et que le 2e portail doit en réalité y mener, ces derniers ne reconnaissant pas leur planète au travers du portail en ont eu peur. Les portails doivent donc être l'œuvre des créatures végétales. Au bout de la route, ils arrivent à l'un d'entre eux, immense, au cœur de la planète. Aelita fusionne avec la créature. De la mousse commence à pousser partout, signe que la vie revient. L'astronaute parvient finalement au portail de retour vers la Terre, entouré des grandes créatures végétales.

## Système de jeu
Le jeu se présente sous la forme d'un parcours linéaire, en vue à la 3e personne. Des puzzles simples doivent parfois être résolus pour avancer, mais l'accent est mis sur l'exploration et la découverte de nouveau décors.
Le joueur aura également accès à un jet-pack pour faire des double sauts, ou jusqu'à 8 sauts pour la version évoluée. Un bras mécanique permettra d'interagir avec les éléments aliens.
Des logs audio seront trouvés tout au long du parcours, expliquant au joueur l'histoire des Soviets sur la planète. Quelques remarques faites par le protagoniste seront aussi enregistrées dans les logs, ainsi que quelques données biologiques et géologiques.